# Wilhelm von Lindenschmit el jove
Wilhelm von Lindenschmit el jove (alemany: Wilhelm von Lindenschmit der Jüngere)  (Múnic, 20 de juny de 1829 - Múnic, 8 de juny de 1895) va ser un pintor d'història alemany natural de Múnic. Era fill del pintor Wilhelm Lindenschmit el Vell (1806–1848).

## Biografia
Va estudiar art a Magúncia amb el seu oncle, Ludwig Lindenschmit (1809–1893), i després va estudiar a l'Acadèmia de Munic, a l'Institut Städel de Frankfurt del Main, a Anvers i més tard a París, on va crear Ernte ( Herzog Alba). bei der Gräfin von Rudolstadt ( duc d'Alba amb la comtessa de Rudolstadt ). Aquestes dues pintures es troben ara a la Kunsthalle d'Hamburg.

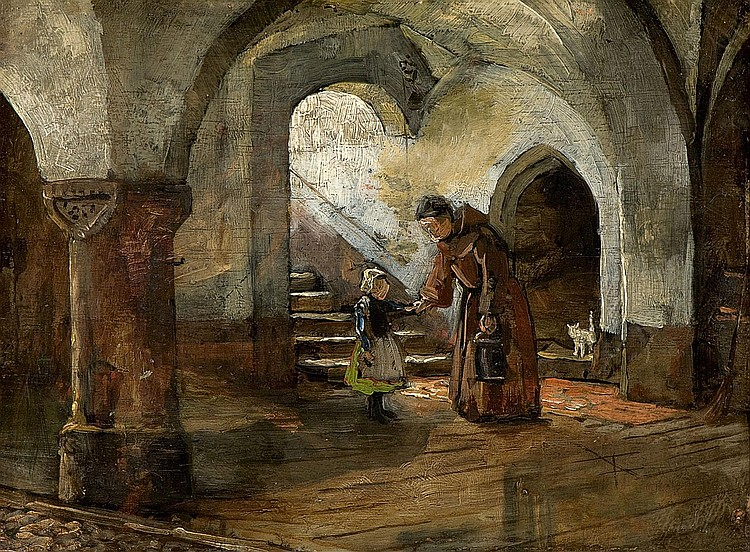
"Klosterszene" (1887)

De 1853 a 1863 va pintar a Frankfurt, després es va traslladar a Munic, on finalment va ser professor de l'Acadèmia (1875). Durant aquest període, va crear pintures de l'època de la Reforma protestant, així com obres sobre altres temes d'aproximadament la mateixa època.
- Stiftung des Jesuitenordens (Institució de l'Ordre dels Jesuïtes ), 1868.
- Ulrich von Hutten im Kampf mit französischen Adligen ( Ulrich von Hütten lluitant amb nobles francesos), 1869.[3]
- Luther i Kardinal Cajetan a Augsburg ( Martí Luter i el cardenal Cajetan a Augsburg ).[4]
- Der junge Luther bei Andreas Proles (El jove Luter amb Andreas Proles), 1869.
- Knox und die schottischen Bilderstürmer ( John Knox i l'iconoclasta escocès).
- Die Ermordung Wilhelms von Oranien (L'assassinat de Guillem d'Orange ), 1872.
- Sir Walter Raleigh im Tower von Verwandten besucht ( Walter Raleigh a la torre visitat pels familiars), 1873.[3][5]

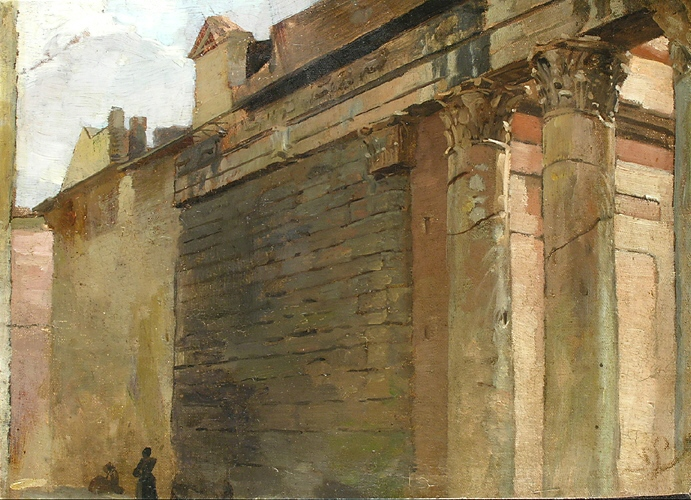
El temple d'Antoní i Faustina a Roma

A partir de mitjans de la dècada de 1870, les obres de Lindenschmit es van anar fent més lluminoses en color, associant-se a l'escola moderna de pintura de Munic. Algunes d'aquestes pintures són:
- Narziß ( Narcís ).
- Einzug Alarichs in Rom (Entrada d'Alaric a Roma).
- Venus an der Leiche des Adonis ( Venus pel cos d'Adonis ); exposat a la Neue Pinakothek de Munic.[3]